# 仙临镇
仙临镇，是中华人民共和国四川省宜宾市南溪区下辖的一个乡镇级行政单位。

## 行政区划
仙临镇下辖以下地区：
仙临社区、光明村、涌泉村、联盟村、光芒村、金鱼村、大龙村、红坡村、利群村、一元村、同兴村、两木村、白云村、光华村、光荣村、永丰村、龙川村、五星村、分水村、石公村、合众村、杨柳村和三新村。